# زانکت آلدگوند
زانکت آلدگوند (به آلمانی: Sankt Aldegund) یک شهر در آلمان است که در کوخم-تسل واقع شده‌است. زانکت آلدگوند ۶۷۲ نفر جمعیت دارد.